# 458. pehotni polk (Wehrmacht)
458. pehotni polk (izvirno nemško Infanterie-Regiment 458) je bil eden izmed pehotnih polkov v sestavi redne nemške kopenske vojske med drugo svetovno vojno.

## Zgodovina
Polk je bil ustanovljen 26. avgusta 1939 kot polk 4. vala v Pasewalku z reorganizacijo nadomestnih bataljonov 4. in 96. pehotnega polka; polk je bil dodeljen 258. pehotni diviziji.
4. novembra 1940 sta bila štab in III. bataljon dodeljena 410. pehotnemu polku; obe enoti so nadomestili. 15. oktobra 1942 je bil polk preimenovan v 458. grenadirski polk. 